# Whitman (krater)
Whitman är en nedslagskrater på planeten Merkurius, med en diameter på ungefär 64 kilometer.
1985 uppkallades kratern efter den amerikanske författaren Walt Whitman.